# 刘文燕
刘文燕（1968年12月8日—），原名刘文艳，艺名文燕，中国北京电视台节目主持人。2009年获得中国播音主持金话筒奖。
1990年代初期加入北京燕山石油化工公司电视台，后被北京电视台录用，加入《生活百科》栏目。1992年9月开始主持群体游戏节目《开心娱乐城》。1996年12月开始在制作、主持《争上游》节目。
从2001年1月开始2009年在北京电视台青少节目中心制作、主持公益栏目《真情互动》。该节目每集介绍一个弱势人物，呼吁社会给弱势群体关怀。刘文燕也因此工作被评为“慈善之星”、“北京市扶危助残先进个人”、“北京市残奥会无障碍形象大使”等，并获得“全国百佳电视艺术工作者”、“北京市十佳电视艺术工作者”等多项称号。2009年该栏目改名《真情》，刘文燕不再制作，而专门主持。